# .tf
‎.tf‏ دامنه اینترنتی اختصاص داده شده به سرزمین‌های قطب جنوب و جنوبی فرانسه است.